# Bada alla tua pelle, spirito santo!
Bada alla tua pelle, spirito santo! é uma produção cinematográfica italiana de 1972, do subgênero western spaghetti, dirigida por Roberto Mauri (creditado como Robert Johnson).

## Sinopse
Western europeu. Espírito Santo (Karis), bandoleiro contratado pelo banqueiro de San Ramon, Diego d'Asburgo (Capitani), assalta uma carga de ouro, descobrindo que as barras são falsas e que a troca fora feita por dois bandidos, John Mills (Hill) e Garibaldino (Cianfriglia), que assumiram a falsa identidade de oficiais nortistas destacados para Fort Phoenix. Espírito Santo vai ao forte e liquida a dupla, mas cai numa armadilha de Diego e resolve delatá-lo ao comandante do forte. Os homens do governo então armam uma cilada para os capangas de Diego. Originalmente em Techniscope.

## Elenco
- Vassili Karis - Espírito Santo/Holy Ghost/Lt. Albert Donovan
- Craig Hill - cel. John Mills
- Remo Capitani (creditado como Ray O'Connor) - Diego d'Asburgo
- Giovanni Cianfriglia (creditado como Ken Wood) - Garibaldino
- Augusto Funari - O pirata
- Omero Capanna	- O padre